# Athlétisme aux Jeux du Commonwealth de 2002
Pour un article plus général, voir Jeux du Commonwealth de 2002.
Navigation
Les épreuves d'athlétisme des Jeux du Commonwealth de 2002 se déroulent du 25 juillet au 4 août 2002 au City of Manchester Stadium de Manchester, en Angleterre

## Historique
Pour la première fois dans l'histoire de ces jeux, 10 épreuves handisport ont été rajoutées dont 2 en athlétisme : le 100 m hommes handisport et le 800 m femmes en chaise roulante.

## Résultats

### Hommes
| 100 m | Kim Collins 9 s 98                                                               | Uchenna Emedolu 10 s 11                                                              | Pierre Browne 10 s 12                                                                |
| 200 m | Frank Fredericks 20 s 06                                                         | Marlon Devonish 20 s 19                                                              | Darren Campbell 20 s 21                                                              |
| 400 m | Michael Blackwood 45 s 07                                                        | Shane Niemi 45 s 09                                                                  | Avard Moncur 45 s 12                                                                 |
| 800 m | Mbulaeni Mulaudzi 1 min 46 s 32                                                  | Joseph Mutua 1 min 46 s 57                                                           | Kris McCarthy 1 min 46 s 79                                                          |
| 1 500 m | Mike East 3 min 37 s 35                                                          | William Chirchir 3 min 37 s 70                                                       | Youcef Abdi 3 min 37 s 77                                                            |
| 5 000 m | Sammy Kipketer 13 min 13 s 51                                                    | Benjamin Limo 13 min 13 s 57                                                         | Willy Kiptoo Kirui 13 min 18 s 02                                                    |
| 10 000 m | Wilberforce Talel 27 min 45 s                                                    | Paul Malakwen 27 min 45 s                                                            | John Yuda 27 min 45 s                                                                |
| Marathon | Francis Robert Naali 2 h 11 min 58 s                                             | Joshua Chelanga 2 h 12 min 44 s                                                      | Andrew Letherby 2 h 13 min 23 s                                                      |
| 3 000 m steeple | Stephen Cherono 8 min 19 s                                                       | Ezekiel Kemboi 8 min 19 s                                                            | Abraham Cherono 8 min 19 s                                                           |
| 110 m haies | Shaun Bownes 13 s 35                                                             | Colin Jackson 13 s 39                                                                | Maurice Wignall 13 s 62                                                              |
| 400 m haies | Chris Rawlinson 49 s 14                                                          | Matthew Elias 49 s 28                                                                | Ian Wickley 49 s 69                                                                  |
| 20 km marche | Nathan Deakes 1 h 25 min 35 s                                                    | Luke Adams 1 h 26 min 03 s                                                           | David Kimutai Rotich 1 h 28 min 20 s                                                 |
| 50 km marche | Nathan Deakes 3 h 52 min 40 s                                                    | Craig Barrett 3 h 56 min 42 s                                                        | Timothy Berrett 4 h 04 min 25 s                                                      |
| Relais 4×100 m | Angleterre Allyn Condon Darren Campbell Jason Gardener Marlon Devonish 38 s 62   | Jamaïque Asafa Powell Christopher Williams Dwight Thomas Michael Frater 38 s 62      | Australie David Baxter Patrick Johnson Paul Di Bella Tim Williams 38 s 87            |
| Relais 4×400 m | Angleterre Chris Rawlinson Daniel Caines Jared Deacon Sean Baldock 3 min 00 s 40 | Pays de Galles Iwan Thomas Jamie Baulch Matthew Elias Timothy Benjamin 3 min 00 s 41 | Bahamas Chris Brown Dominique Demeritte Timothy Munnings Troy McIntosh 3 min 01 s 35 |
| Saut en hauteur | Mark Boswell 2,28 m                                                              | Kwaku Boateng 2,25 m                                                                 | Ben Challenger 2,25 m                                                                |
| Saut à la perche | Okkert Brits 5,75 m                                                              | Paul Burgess 5,70 m                                                                  | Dominic Johnson 5,60 m                                                               |
| Saut en longueur | Nathan Morgan 8,02 m                                                             | Gable Garenamotse 7,91 m                                                             | Kareem Streete-Thompson 7,89 m                                                       |
| Triple saut | Jonathan Edwards 17,86 m                                                         | Phillips Idowu 17,68 m                                                               | Leevan Sands 17,26 m                                                                 |
| Lancer du poids | Justin Anlezark 20,91 m                                                          | Janus Robberts 19,97 m                                                               | Carl Myerscough 19,91 m                                                              |
| Lancer du disque | Frantz Kruger 66,39 m                                                            | Jason Tunks 62,61 m                                                                  | Robert Weir 59,24 m                                                                  |
| Lancer du marteau | Mike Jones 72,55 m                                                               | Phil Jensen 69,48 m                                                                  | Paul Head 68,60 m                                                                    |
| Lancer du javelot | Steve Backley 86,81 m                                                            | Scott Russell 78,98 m                                                                | Nicholas Nieland 78,63 m                                                             |
| Décathlon | Claston Bernard 7 830 pts                                                        | Matthew McEwen 7 685 pts                                                             | Jamie Stephen Quarry 7 630 pts                                                       |
| 100 m handisport | Adekunie Adesoji 10 s 76                                                         | Hisham Kaironi 11 s 53                                                               | Rory Field 11 s 96                                                                   |
| Records et Performances - AR : Record continental (area record) - CR : Record des championnats (championship record) - MR : Record du meeting (meet record) - NR : Record national (national record) - OR : Record olympique (olympic record) - PR : Record paralympique (paralympic record) - PB : Record personnel (personal best) - SB : Meilleure performance personnelle de la saison (season's best) - WL : Meilleure performance mondiale de l'année (world leader) - WJR : Record du monde junior (world junior record) - WR : Record du monde (world record) Circonstances et Conditions - DNF : N'a pas terminé (did not finish) - DNS : N'a pas pris le départ (did not start) - DQ : Disqualification (disqualification) - NM : Aucun essai valable enregistré (No Mark) - Q : Qualifié « directement » au prochain tour (ou à la prochaine compétition), lors d'une compétition majeure, grâce au classement ou à la réalisation des minima (automatic qualifier) - q : Qualifié au prochain tour (ou à la prochaine compétition), lors d'une compétition majeure, grâce au repêchage ou à la réalisation de l'une des meilleures performances parmi celles des « non qualifiés directement » (grâce au meilleur temps ou à la meilleure distance par exemple) (secondary qualifier) |                                                                                  |                                                                                      |                                                                                      |

### Femmes
| 100 m | Debbie Ferguson 10 s 91                                                                  | Veronica Campbell 11 s 00                                                                    | Sevatheda Fynes 11 s 07                                                         |
| 200 m | Debbie Ferguson 22 s 20                                                                  | Juliet Campbell 22 s 54                                                                      | Lauren Hewitt 22 s 69                                                           |
| 400 m | Aliann Pompey 51 s 63                                                                    | Lee McConnell 51 s 68                                                                        | Sandie Richards 51 s 79                                                         |
| 800 m | Maria Mutola 1 min 57 s 35                                                               | Diane Cummins 1 min 58 s 82                                                                  | Agnes Samaria 1 min 59 s 15                                                     |
| 1 500 m | Kelly Holmes 4 min 05 s 99                                                               | Hayley Tullett 4 min 07 s 52                                                                 | Helen Clitheroe 4 min 07 s 62                                                   |
| 5 000 m | Paula Radcliffe 14 min 31 s 42                                                           | Edith Masai 14 min 53 s 76                                                                   | Iness Chenonge 15 min 06 s 06                                                   |
| 10 000 m | Selina Kosgei 31 min 27 s                                                                | Susan Chepkemei 31 min 32 s                                                                  | Susie Power 31 min 32 s                                                         |
| Marathon | Kerryn McCann 2 h 30 min 05 s                                                            | Krishna Stanton 2 h 34 min 52 s                                                              | Jackie Gallagher 2 h 36 min 37 s                                                |
| 100 m haies | Lacena Golding-Clarke 12 s 77                                                            | Vonette Dixon 12 s 83                                                                        | Angela Atede 12 s 98                                                            |
| 400 m haies | Jana Pittman 54 s 40                                                                     | Debbie-Ann Parris 55 s 24                                                                    | Karlene Haughton 56 s 13                                                        |
| 20 km marche | Jane Kara Saville 1 h 36 min 34 s                                                        | Lisa Martine Kehler 1 h 36 min 45 s                                                          | Yu Fang Yuan 1 h 40 min 00 s                                                    |
| 4 × 100 m | Bahamas Chandra Sturrup Debbie Ferguson Sevatheda Fynes Tamika Clarke 42 s 44            | Jamaïque Astia Walker Elva Goulbourne Juliet Campbell Veronica Campbell 42 s 73              | Angleterre Abiodun Oyepitan Joice Maduaka Shani Anderson Vernicha James 42 s 84 |
| =4 × 400 m | Australie Cathy Freeman Jana Pittman Kylie Wheeler Lauren Hewitt Tamsyn Lewis 3 min 25 s | Angleterre Helen Frost Helen Karagounis Jerry Meadows Lisa Miller Melanie Purkiss 3 min 26 s | Nigeria Doris Jacob Hajarat Yusuf Kudirat Akhigbe Olabisi Afolabi 3 min 29 s    |
| Saut en hauteur | Hestrie Cloete 1,96 m                                                                    | Susan Eva Jones 1,90 m                                                                       | Nicole Forrester 1,87 m                                                         |
| Saut à la perche | Tatiana Grigorieva 4,35 m                                                                | Kym Howe 4,15 m                                                                              | Irie Hill 4,10 m                                                                |
| Saut à la perche | Tatiana Grigorieva 4,35 m                                                                | Kym Howe 4,15 m                                                                              | Bridgid Isworth 4,10 m                                                          |
| Saut à la perche | Tatiana Grigorieva 4,35 m                                                                | Kym Howe 4,15 m                                                                              | Stephanie McCann 4,10 m                                                         |
| Saut en longueur | Elva Goulbourne 6,70 m                                                                   | Jade Johnson 6,58 m                                                                          | Anju Bobby George 6,49 m                                                        |
| Triple saut | Ashia Hansen 14,86 m                                                                     | Françoise Mbango Etone 14,82 m                                                               | Trecia Smith 14,32 m                                                            |
| Lancer du poids | Vivian Chukwuemeka 17,53 m                                                               | Valerie Adams 17,45 m                                                                        | Veronica Abrahamse 16,77 m                                                      |
| Lancer du disque | Beatrice Roini Liua Faumuina 60,83 m                                                     | Neelam Jaswant Singh 58,49 m                                                                 | Shelley Newman 58,13 m                                                          |
| Lancer du marteau | Lorraine Shaw 66,83 m                                                                    | Bronwyn Eagles 65,24 m                                                                       | Karyne Di Marco 63,40 m                                                         |
| Lancer du javelot | Laverne Eve 58,46 m                                                                      | Cecillia McIntosh 57,42 m                                                                    | Kelly Morgan 57,09 m                                                            |
| Heptathlon | Jane Jamieson 6 059 pts                                                                  | Kylie Wheeler 5 962 pts                                                                      | Margaret Simpson 5 906 pts                                                      |
| 800 mètres handisport | Chantal Petitclerc 1 min 52 s 92                                                         | Louise Sauvage 1 min 53 s 30                                                                 | Eliza Jane Stankovic 1 min 54 s 20                                              |
| Records et Performances - AR : Record continental (area record) - CR : Record des championnats (championship record) - MR : Record du meeting (meet record) - NR : Record national (national record) - OR : Record olympique (olympic record) - PR : Record paralympique (paralympic record) - PB : Record personnel (personal best) - SB : Meilleure performance personnelle de la saison (season's best) - WL : Meilleure performance mondiale de l'année (world leader) - WJR : Record du monde junior (world junior record) - WR : Record du monde (world record) Circonstances et Conditions - DNF : N'a pas terminé (did not finish) - DNS : N'a pas pris le départ (did not start) - DQ : Disqualification (disqualification) - NM : Aucun essai valable enregistré (No Mark) - Q : Qualifié « directement » au prochain tour (ou à la prochaine compétition), lors d'une compétition majeure, grâce au classement ou à la réalisation des minima (automatic qualifier) - q : Qualifié au prochain tour (ou à la prochaine compétition), lors d'une compétition majeure, grâce au repêchage ou à la réalisation de l'une des meilleures performances parmi celles des « non qualifiés directement » (grâce au meilleur temps ou à la meilleure distance par exemple) (secondary qualifier) |                                                                                          |                                                                                              |                                                                                 |

## Légende
Records et Performances
- AR : Record continental (area record)
- CR : Record des championnats (championship record)
- MR : Record du meeting (meet record)
- NR : Record national (national record)
- OR : Record olympique (olympic record)
- PR : Record paralympique (paralympic record)
- PB : Record personnel (personal best)
- SB : Meilleure performance personnelle de la saison (season's best)
- WL : Meilleure performance mondiale de l'année (world leader)
- WJR : Record du monde junior (world junior record)
- WR : Record du monde (world record)

Circonstances et Conditions
- DNF : N'a pas terminé (did not finish)
- DNS : N'a pas pris le départ (did not start)
- DQ : Disqualification (disqualification)
- NM : Aucun essai valable enregistré (No Mark)
- Q : Qualifié « directement » au prochain tour (ou à la prochaine compétition), lors d'une compétition majeure, grâce au classement ou à la réalisation des minima (automatic qualifier)
- q : Qualifié au prochain tour (ou à la prochaine compétition), lors d'une compétition majeure, grâce au repêchage ou à la réalisation de l'une des meilleures performances parmi celles des « non qualifiés directement » (grâce au meilleur temps ou à la meilleure distance par exemple) (secondary qualifier)